# Xanthochorema caledon
Xanthochorema caledon là một loài Trichoptera trong họ Hydrobiosidae. Chúng phân bố ở miền Australasia.